# Suzanne Belperron
Pour les articles homonymes, voir Belperron.
Suzanne Belperron, de son nom de naissance Madeleine Suzanne Vuillerme, née le 26 septembre 1900 à Saint-Claude (Jura) et morte le 28 mars 1983 à Paris (9e arrondissement), est une créatrice de bijoux française.

## Biographie

### Enfance
Madeleine Suzanne Vuillerme est la fille de Jules Alix Vuillerme (1861-1913), négociant, et de Marie Clarisse Faustine Bailly-Maître (1866-1931).
Issue du massif du Jura près des Monts Chabot et Bayard, elle grandit baignée par les traditions locales, y compris l'art de la taille des pierres. Sa ville natale de Saint-Claude est notamment devenue, entre 1885 et 1929, un important centre mondial de la taille des diamants,,.
Consciente de son affinité précoce pour le dessin, sa mère l’encourage et l’inscrit à l'École des Beaux-Arts de Besançon. Cette école jouxte le Musée des Beaux-Arts et d'Archéologie de Besançon qui accueille un cabinet de dessin ainsi qu'une collection d'art égyptien.
Suzanne Vuillerme y obtient le premier prix du concours des Arts Décoratifs de l’année 1917-1918, section « décoration de l’horlogerie et de la bijouterie » grâce à « une montre pendentif en or jaune, décor champlevé, émaux blancs et noirs, pendant orné ».

### Une artiste d’avant-garde au sein de la maison Boivin
En mars 1919, Suzanne Vuillerme est engagée à Paris en tant que modéliste-dessinatrice de la Maison Boivin, fondée en 1890 par René Boivin. Engagée par Jeanne Boivin, veuve du fondateur et sœur de Paul Poiret, elle prend ainsi la suite du fondateur, dessinateur et graveur René Boivin, décédé en 1917.
Suzanne Vuillerme, que Jeanne Boivin a toujours considérée « un peu comme son enfant », tient rapidement « une grande place dans la vie artistique de la maison René Boivin ». À cette époque, les volumes et volutes de ses dessins vont à contre-courant du mouvement Art déco, période durant laquelle le bijou se veut épuré, géométrique et structuré. Elle contribue ainsi à lancer  la maison Boivin dans l'avant-gardisme.
Début 1924, à l’âge de 23 ans, elle est nommée codirectrice de la maison René Boivin. Elle épouse Jean Belperron, ingénieur de profession et originaire comme elle de Besançon, le 11 juillet 1924. Ils n'auront pas d'enfants. Le couple s’installe sur la butte Montmartre, au 49 de la rue Lamarck. C’est d’ailleurs dans le studio du peintre expressionniste Gen Paul à Montmartre que Suzanne Belperron rencontre Louis-Ferdinand Céline, les acteurs Arletty et Robert Le Vigan, ainsi que le dramaturge René Fauchois.
Suzanne Belperron est reconnue comme une artiste à part entière. Cependant, au bout de treize années, elle reste dans l'ombre du fait de l’anonymat de ses dessins à l’origine des créations. Cet anonymat est la règle édictée depuis toujours par les joailliers aux dessinateurs et aux créateurs, peu importe leur talent, comme Charles Jacqueau et Peter Lemarchand pour Cartier, ou René Sim Lacaze pour Van Cleef & Arpels.

### Années 1930: propulsée en pleine lumière au sein de la maison Herz
En février 1932, Suzanne Belperron quitte la maison René Boivin. Elle est remplacée par Juliette Moutard en janvier 1933, qui travaillait précédemment pour le fabricant de montres de luxe Verger Frères. Quant à Germaine Boivin, fille de Jeanne et René Boivin, qui fut précédemment modéliste de couture pour son oncle le grand couturier Paul Poiret et qui crée sa ligne de vêtements après la fermeture de la maison Poiret en 1929, elle ne rejoindra la maison Boivin comme salariée qu’en 1938.
En mars 1932, après avoir été sollicitée par Bernard Herz, Suzanne Belperron devient « directrice artistique et technique exclusive, unique et reconnue » de la maison Herz. Tous deux se connaissent depuis des années puisque ce négociant parisien, réputé en perles et pierres précieuses, et affilié à la famille de Rothschild, est l’un des fournisseurs de la maison René Boivin. Installée dans ses salons privés situés au 59 de la rue de Châteaudun à Paris, elle s’attache alors la collaboration du lapidaire Adrien Louart (1890-1989), et l’atelier Groëné et Darde devient son fabricant exclusif.
Pendant les années trente, les créations originales de Suzanne Belperron assurent à la maison Bernard Herz une réputation internationale croissante. Suzanne Belperron, qui bénéficie désormais d'une totale liberté créatrice, s’impose et devient une figure brillante du monde artistique, en France et à l’étranger. Elle réalise des bijoux d’avant-garde que s’arrache le gotha. Presque chaque mois, ses créations sont reproduites dans les pages des revues de mode luxueuses telles que Vogue et Harper's Bazaar, avec la collaboration régulière de photographes comme George Hoyningen-Huene et Horst P. Horst. Son amie Diana Vreeland, rédactrice en chef de la mode de 1937 à 1962 de Harper's Bazaar puis rédactrice en chef du Vogue américain de 1962 à 1972, appréciait particulièrement le style de la créatrice.
En janvier 1934, les bijoux de Suzanne Belperron sont en couverture de l'édition américaine de Vogue avec comme citation « Mme Belperron de Paris a révolutionné le monde du bijou par ses sculptures à la main de pierres précieuses ».
Les bijoux de Suzanne Belperron deviennent une touche luxueuse indispensable aux tenues des grands couturiers : Coco Chanel, Elsa Schiaparelli, Lucien Lelong, Louise Boulanger ou Augusta Bernard. Ses créations ont d'ailleurs une « telle présence que certains couturiers rechignent à ce qu'elles accompagnent leurs modèles sur les photos ». 
Suzanne Belperron faisait partie de ce qu'on appelle dans le jargon les « artistes-joailliers » dont les œuvres rivalisaient avec celles des grandes maisons de joaillerie française. À l’époque, Van Cleef & Arpels lui propose de lui tripler son salaire, ; Tiffany & Co viendra la chercher trois fois au cours de sa carrière, ; le joaillier new-yorkais, Paul Flato, la sollicite en juillet 1939 pour une collaboration artistique ;  elle décline à chaque fois les offres.

### «Mon style est ma signature»
Coloriste hors pair, la faculté de Suzanne Belperron à jouer avec les influences esthétiques de toutes origines et avec les motifs inspirés de la nature constitue l’essence de son œuvre.
Elle est passionnée par les arts et les cultures lointaines : l’Orient (la civilisation assyrienne notamment), l’Inde, l’Extrême-Orient (Chine, Japon), l’Afrique et l’Océanie. Suzanne Belperron effectuera d'ailleurs son voyage de fiançailles en Égypte à l'automne 1923.
La nature avec ses variations florales et le monde marin constituent pour elle des sources d’inspiration multiples. Elle en fait d’infinies variations en associant couleurs et matières différentes. À partir de pierres de couleurs qu’elle choisit, elle va à contre-courant des créations de son époque, variations la plupart du temps anguleuses, et souvent en platine serti de diamants. Créatrice avant-gardiste qui se voulait parfois provocante, l’artiste créa des bijoux novateurs intégrant des matières jusqu’alors peu exploitées telles que le cristal de roche, la calcédoine, la cornaline et un or qui se veut « jaune d’or » fort en titre (22 carats), dépoli ou martelé qu’elle qualifiait « d’or vierge ».
« Mon style est ma signature » est le leitmotiv énoncé par Suzanne Belperron tout au long de sa carrière. Elle considère que leur originalité les rend aisément identifiables et qu’il est donc superflu de les signer.

### Seconde guerre mondiale: la maison Herz prise dans la tourmente
Au début de l’Occupation, Bernard Herz, d’origine juive, est interrogé à plusieurs reprises. Une première fois, grâce à l’intervention de sa grande amie Rika Radifé, l’épouse de l’acteur Harry Baur, Suzanne Belperron parvient à le sauver de la Gestapo.
À la suite des lois antisémites prises par le régime de Vichy, afin d’en assurer la pérennité, elle prend les rênes de la maison Bernard Herz, à partir de novembre 1940.
À la demande de Bernard Herz, à la suite de sa première arrestation, Suzanne Belperron fait enregistrer le 23 janvier 1941 au registre du commerce une société à responsabilité limitée, sous l’enseigne Suzanne Belperron SARL, au capital est de 700 000 francs. Elle a un associé, Henri Guiberteau. Son ami Marcel Coard l’aide et lui prête les fonds nécessaires pour la transaction. Sachant que l’avenir de la maison repose exclusivement sur ses épaules, Suzanne Belperron ne cesse de créer durant la guerre, en dépit des difficultés d’approvisionnement des matières nécessaires à la réalisation de ses bijoux.
Le 2 novembre 1942, Suzanne Belperron est arrêtée à son bureau par la Gestapo, à la suite d'une lettre de dénonciation anonyme indiquant que « la maison Belperron dissimule une affaire juive ». Durant le trajet qui l'emmène avenue Foch à la Gestapo, Suzanne Belperron avale une à une les pages de son carnet d’adresses, où se trouvent consignées les coordonnées de ses clients juifs,. Le même jour, Bernard Herz est arrêté à son domicile, avenue du Président-Wilson, interrogé avenue Foch à la Gestapo avec Suzanne Belperron et conduit aussitôt au camp de Drancy où il restera jusqu’au 2 septembre 1943, date à laquelle il est déporté par le convoi no 59 vers le camp d’extermination d'Auschwitz en Pologne. Quant à Suzanne Belperron, elle est sommée par la Gestapo de fournir des documents officiels, apportant la preuve qu'elle et toute sa famille étaient catholiques.
Durant les hostilités, Suzanne rejoint la Résistance. Plus tard, un de ses proches, le grand résistant et romancier André Chamson, reçu en 1956 à l’Académie française, la sollicite pour la création de son épée.

### L’après-guerre, création de Herz-Belperron
Dans sa dernière lettre envoyée du camp de Drancy le 21 février 1943, Bernard Herz (1877-1943, décédé en camp de concentration) confie à Suzanne Belperron son entreprise, son testament et les intérêts de ses enfants, Aline et Jean.
Le 11 juin 1946, Jean, le fils de Bernard Herz, prisonnier de guerre, est libéré et regagne Paris. Avec Belperron, ils créent une nouvelle société du nom Jean Herz-Suzanne Belperron SARL.
Suzanne Belperron quitte la butte Montmartre début 1945 pour s’installer dans un immeuble néoclassique, au 14 de la rue d'Aumale, toujours à Paris, à quelques pas des salons de réception de la maison Herz-Belperron.

### Haute joaillerie pour une clientèle prestigieuse
Dans ses salons, situés au troisième étage de la rue de Châteaudun à Paris et décorés par son ami Marcel Coard, l'élégante Suzanne Belperron reçoit sa clientèle uniquement sur rendez-vous. Discrète, sans boutique ou devanture, son adresse se diffuse uniquement par le bouche-à-oreille d’une clientèle choisie et séduite par son style original, qui lui assure une notoriété croissante, en France comme aux quatre coins du monde.
Avant toute commande, Suzanne Belperron s’enquiert du style de vie de ses clients et observe la morphologie du visage, la teinte de la peau, la forme des mains. Elle souhaite que le bijou soit le reflet de la personnalité de celle qui le porte.
Suzanne Belperron suit l’exécution de toutes les étapes de la fabrication. Elle institue un rendez-vous quotidien au milieu de la journée avec le chef d’atelier de la société Groëne et Darde (devenue Darde et fils en 1955, puis Darde et Cie) de 1970 à 1974. Elle travaille avec le lapidaire Adrien Louart, reconnu par ses pairs comme le plus grand lapidaire de son temps.
Ses bijoux sont portés par une clientèle cosmopolite fortunée, allant des maharadjahs aux aristocrates européens, des magnats de l’industrie aux stars hollywoodiennes, des financiers aux artistes. Elle avait ainsi comme clients les principales cours d’Europe, les dynasties Aga Khan, Rothschild, Wildenstein, des célébrités du monde des arts et des personnages en vue comme Joséphine Baker, Gary Cooper, Christian Dior, Daisy Fellowes, Mona von Bismarck, l'actrice américaine Adele Astaire, l'actrice britannique Merle Oberon, Hélène Beaumont et l'architecte Robert Mallet-Stevens. Ainsi que des personnalités politiques comme Paul Reynaud, Léon Blum, Maurice Couve de Murville, Gaston Palewski ou madame Houphouët-Boigny, et ses amis Colette, Elsa Schiaparelli, Nina Ricci, Jeanne Lanvin ou Jean Cocteau,.

### Fin de carrière
Le 12 juillet 1963, elle sera élevée au rang de chevalier de la Légion d’honneur, en sa qualité de « créatrice joaillière ». La Croix lui est remise par son grand ami, le comédien et metteur en scène Jean Marchat, officier de la Légion d’honneur et sociétaire de la Comédie-Française.
Quatre ans après le décès de son époux en juin 1970, Suzanne Belperron et son associé, Jean Herz, décident lors de l’assemblée générale du 28 juin 1974, de dissoudre à l’amiable leur société. Le 31 décembre 1975, la société Herz-Belperron est liquidée.
Cette décision, prise après une vie entière consacrée à l’art du bijou, ne signifie pas pour autant l’abandon de l’activité professionnelle de Suzanne Belperron. Elle a en effet tissé, au fil du temps, des liens d’amitié et de confiance avec ses clientes fidèles françaises ou étrangères qui continuent de solliciter la créatrice, notamment pour l’évaluation de leurs bijoux dans le cadre de successions ou de dons aux musées. Cependant, Suzanne Belperron refuse les propositions de collaboration (de Tiffany & Co notamment) visant à poursuivre l'édition de ses bijoux.
Suzanne Belperron meurt accidentellement et tragiquement dans son bain le 28 mars 1983 à l’âge de 82 ans. Sans descendance, elle lègue ses biens à un ami proche, Michel Choisy,.

## De l’oubli à la renaissance

### La vente aux enchères des bijoux Windsor en 1987
Oubliée un temps, son œuvre est révélée au grand public grâce à la vente aux enchères par Sotheby's à Genève, les 2 et 3 avril 1987, de la prestigieuse collection de bijoux de Wallis Simpson, plus connue sous le titre de duchesse de Windsor, une fidèle cliente de Suzanne Belperron. Durant cette vente, seulement cinq pièces sont nommément attribuées à Suzanne Belperron (celle-ci ne signant pas ses œuvres) ; neuf autres le seront a posteriori.

### Réédition des bijoux Belperron
Mise en valeur à la suite de cette vente aux enchères, l’œuvre de Suzanne Belperron redevient appréciée.
Un fonds d'archives comprenant 9600 dessins, des livres de stocks et la correspondance de Suzanne Belperron avec Jean Herz sont demeurés chez ce dernier, lui appartenant pour moitié. En juin 1991, après que Jean Herz et Michel Choisy ont cédé le monopole de l'exploitation à Jean-Pierre Brun (ce dernier étant l'unique propriétaire des droits d'exploitation Belperron dans le monde), propriétaire d'un atelier de bijoux travaillant avec Suzanne Belperron à partir de 1958, est créée la SARL « Société Nouvelle Herz-Belperron » au 10, rue Vivienne à Paris. Cette entreprise a un seul client, un joaillier new-yorkais, Ward Landrigan. Il commande des rééditions (donc des bijoux modernes) à la Société Nouvelle. Fabriquées à Paris, ces reproductions qui comportent « the French essay marks » sont ensuite exportées et commercialisées à New York. En 1999, Ward Landrigan rachète les archives de la maison Herz à Jean-Pierre Brun.
La Société Nouvelle Herz-Belperron est liquidée, à la suite d'une « cession de parts des actionnaires », le 28 décembre 1998.
Depuis 2004, Nico Landrigan, fils de Ward Landrigan, est chargé par son père de relancer des créations Belperron, expliquant : « Suzanne ne nous a pas laissé des archives figées, elle nous a transmis un langage artistique et c'est un énorme privilège de pouvoir lui redonner vie ». Ces nouveaux bijoux doivent sortir au milieu des années 2010, alors que Nico Landrigan prépare également un ouvrage sur la créatrice ainsi qu'une exposition de bijoux anciens, la famille en ayant acheté 22 lors d'une vente aux enchères de 2012.

### Découverte de ses archives personnelles en 2007

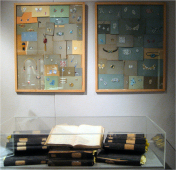
Exposition d'archives personnelles (dessins, carnets de commandes) de Suzanne Belperron, découvertes en 2007 - Sotheby's Paris - 24 janvier 2012

En 2007, Michel Choisy, le légataire universel de Suzanne Belperron décède. Et par voie de succession, un nouveau légataire universel devient propriétaire de la succession de Suzanne Belperron.
Selon la rumeur, Suzanne Belperron aurait malheureusement détruit la quasi-totalité de ses archives. Cependant, le nouveau légataire universel découvrit en 2007, dans la succession, un petit appartement, au pied de la butte de Montmartre, dont les portes étaient restées fermées depuis 1983. Cet appartement contenait le mobilier de Suzanne Belperron, sa bibliothèque, ainsi que ses archives complètes : des milliers de croquis annotés de sa main représentent des bijoux, ébauches, maquettes, plâtres, croquis, correspondance professionnelle, carnets de rendez-vous et de commandes minutieusement tenues au jour le jour (vingt registres de cinq cents pages chacun, recensant 6 730 clients et plus de 25 000 rendez-vous) de 1937 à 1974, photos et articles de presse contresignés. Cette découverte s'avère cruciale pour garantir l’authenticité, la traçabilité et la provenance de ses œuvres, ce que ne permettaient pas de simples dessins.
L’héritier défunt de Suzanne Belperron et ami de toujours, aura en fait « jusqu’à son dernier soupir » honoré la volonté de l’artiste en assurant la confidentialité de ses archives et le respect de sa clientèle.
Les archives laissent apparaître que beaucoup de contrevérités ont été écrites sur Suzanne Belperron. Les archives confirment un projet de livre d’art consacré à son œuvre qui ne vit jamais le jour. Hans Nadelhoffer (1940-1988), grand expert en joaillerie, réputé pour sa monographie de référence consacrée à la maison Cartier, envisageait en effet, en 1981, la rédaction d’un livre sur l’œuvre de Suzanne Belperron. Séduite par ce projet, celle-ci commença à rassembler toutes ses archives, mais elle décéde début 1983.
Fasciné par l’art, le nouveau légataire universel a souhaité que le projet de monographie de référence de Hans Nadelhoffer soit poursuivi et a confié sa rédaction à un auteur spécialisé en joaillerie, Sylvie Raulet, et à un expert français en joaillerie, Olivier Baroin. Ce dernier a acquis par contrat enregistré à Versailles le 1er octobre 2008 l’intégralité des archives de Suzanne Belperron  et a été mandaté pour "pérenniser l’avenir de l’expertise de toute l’œuvre réalisée par Suzanne Belperron". Il maintient, avec le soutien des héritiers, le catalogue raisonné de l'artiste.
La découverte des archives en 2008 a donné lieu à un différend avec Ward Landrigan, le fils de ce dernier, Nico Landrigan, expliquant que si Olivier Baroin peut détenir des dessins de Suzanne Belperron, il doit demander leur accord pour les publier, la législation des États-Unis considérant que le nom et le copyright de la joaillière ont été cédés au début des années 1990. Jean-Pierre Brun fait d'abord office d'émissaire pour racheter les archives d'Olivier Baroin, en vain. Pour sa part, Olivier Baroin déclare : « J'avais pensé qu'on aurait pu travailler ensemble, mais cela n'a pas marché. Nous sommes pourtant complémentaires : moi je vends des pièces anciennes, eux font du moderne ».

### Un style intemporel au succès grandissant
Le style intemporel des bijoux de Suzanne Belperron rencontrent un succès grandissant, comme en témoignent deux ventes records à Paris avec une broche en émeraudes et diamants sous forme d'une corne d'abondance adjugée 553 000 € le 19 mai 2010 et un bracelet en tourmalines, émeraudes, péridots, béryls et saphirs de couleur, adjugé 247 000 € le 24 novembre 2011,.
Début 2012, Karl Lagerfeld, grand admirateur et collectionneur depuis 1960, a choisi un de ses bijoux en calcédoine pour donner le « la » de la collection printemps-été 2012 de la Maison Chanel. En mai, il photographie et dévoile sa propre collection de bijoux de Suzanne Belperron. Ayant eu « le coup de foudre pour cette artiste alors que personne ne s’intéressait à elle », il écrit : « Un bijou Belperron, ça se reconnaît tout de suite. C’est un esprit ».
« Suzanne Belperron est la créatrice de bijoux la plus talentueuse et la plus influente du XXe siècle » : c’est en ces termes que David Bennett, aujourd’hui Président mondial de la division joaillerie internationale de Sotheby's, ouvrait la vente évènement du 14 mai 2012 à Genève qui présentait la vente des bijoux de la collection particulière de Suzanne Belperron, issus de son écrin personnel découvert lors de la succession en 2007,. Les 60 lots se sont vendus à un prix trois fois plus élevé que leur prix initialement estimé et les enchères ont atteint un total de 3 224 950 CHF (2,7 millions d'euros), notamment avec une bague en cristal de roche adjugée 386 000 euros. En 2012, au niveau mondial, Sotheby's Joaillerie a réalisé deux white glove (100 % des lots vendus) ; et cette vente des bijoux personnels de Suzanne Belperron était l'une d'entre elles.
En septembre, la parure en calcédoine et saphirs, exécutée par Suzanne Belperron pour la duchesse de Windsor en 1935, était présentée par la maison Siegelson à la Biennale des antiquaires à Paris.
Le New York Times dans un article intitulé "Moderne, avant que le monde ne le soit" consacré à Suzanne Belperron, dans son édition du 20 décembre 2012, indique que la créatrice a eu une influence majeure sur la joaillerie moderne, tout comme Coco Chanel sur la Haute Couture, et rappelle que son génie réside notamment dans le recours précurseur à des pierres ou perles naturelles peu utilisées à cette période.
En mai 2013, la vente des bijoux créés par Suzanne Belperron pour son amie Cécyle Simon est organisée à Genève.
La galerie « La Golconde », du nom de la célèbre mine indienne qui produit les pierres dont raffolait Suzanne Belperron, s'est ouverte en septembre 2014, place de la Madeleine à Paris,. Ce lieu, consacré à la créatrice, réunit ses archives et bijoux rassemblés par le joaillier et gemmologiste Olivier Baroin.
Drouot présente le 17 décembre 2014 une parure collier et bracelet caractéristiques du style Belperron dans ces volumes et dans ces nuances délicates de bleu velouté. Estimée entre 10 000 et 20 000 euros le prix d’adjudication de cette parure a marqué un record en s'envolant pour 415 000 euros.
En mai 2015, Vanity Fair, dans un long article consacré à Suzanne Belperron, note que « leur exclusivité, leur fragilité et leur rareté rendent les bijoux de Suzanne Belperron difficiles à trouver aujourd'hui et leurs enchères atteignent des prix qui enchanteraient la créatrice ». À l'hôtel Drouot en décembre 2014, un collier de 1935 et un bracelet coordonné ont été adjugés à 514 000 €.
En juin 2016, la maison Aguttes présente une importante bague en platine composée d’un large anneau incurvé pavé de rubis rehaussés de petits diamants. Estimée entre 20 000 et 25 000 € , son prix a finalement atteint 116 000 €. En décembre 2017, une paire de pendants d’oreilles en or gris s'adjuge 255 000 €.
Lors de la vente Magnificent Jewels de Christie's à New York le 5 décembre 2018, un bracelet « tube » en platine et or gris 18 carats orné de diamants taille ancienne s’est envolé pour 852 500 $, alors que son estimation initiale était comprise entre 200 000 et 300 000 $. Ce bijou fut créé en 1935, comme en témoigne un document contresigné de la main de la créatrice provenant des archives personnelles conservées par Olivier Baroin.
En juin 2023, une rare parure complète comprenant un collier, une paire de clips d'oreille et un clip de corsage avec une myriade de saphirs et d'émeraudes, ayant appartenu à la famille Hertz, a été mise en vente à l'hôtel Drouot. L'ensemble a été adjugé pour 468 000 euros.

## Distinctions et décorations
- Chevalière de la Légion d'honneur, le 27 septembre 1963